# Isothrix bistriata
Isothrix bistriata é uma espécie de roedor da família Echimyidae.
Pode ser encontrada na Bolívia, Brasil, Colômbia e Peru.